# ماتياس غينتر
ماتياس لوكاس غينتر (بالألمانية: Matthias Lukas Ginter) هو لاعب كرة قدم ألماني في مركز قلب الدفاع والوسط المدافع ولد في يوم 19 يناير 1994 في مدينة فرايبورغ في ألمانيا، يلعب حالياً مع بوروسيا دورتموند وسبق له اللعب مع نادي فرايبورغ ولعب أيضاً مع منتخب ألمانيا لكرة القدم وفاز معهم بكأس العالم لكرة القدم 2014 ويبلغ طوله 188 سم.

## مسيرته الكروية
لعب ماتياس غينتر خلال مسيرته الاحترافية مع 3 أندية في تسعة مواسم وسجل خلالها 13 هدفًا ضمن 229 مباراة. حيث فاز في موسم واحد بالكأس ولم يفز بأي دوري.
خاض ماتياس غينتر مسيرته مع نادي فرايبورغ في موسم 2011–12 واستمر معه طيلة ثلاثة مواسم، مشاركًا في 70 مباراة سجل خلالها هدفين. ثم انتقل إلى نادي بوروسيا دورتموند للفورميلا في موسم 2014–15 واستمر معه طيلة ثلاثة مواسم، حيث شارك في 67 مباراة سجل خلالها 3 أهداف. لينتقل بعدها إلى نادي بوروسيا مونشنغلادباخ في موسم 2017–18 واستمر معه طيلة ثلاثة مواسم، مشاركًا في 92 مباراة سجل خلالها 8 أهداف.

## روابط خارجية
- ماتياس غينتر على موقع الاتحاد الدولي (مؤرشف)  (الإنجليزية)
- ماتياس غينتر على موقع الاتحاد الأوربي (الإنجليزية)
- ماتياس غينتر على موقع قاعدة بيانات كرة القدم.إي يو (الإنجليزية)
- ماتياس غينتر على موقع بيانات كرة القدم. دي إي (الألمانية)
- ماتياس غينتر على موقع ليكيب (الفرنسية)
- ماتياس غينتر على موقع ناشيونال فوتبول تيمز (الإنجليزية)
- ماتياس غينتر على موقع Soccerbase.com (لاعب) (الإنجليزية)
- ماتياس غينتر على موقع Soccerway.com (الإنجليزية)
- ماتياس غينتر على موقع عالم كرة القدم.نت (الإنجليزية)
- ماتياس غينتر على موقع اللجنة الأولمبية الدولية (الإنجليزية)